# She Kills Monsters
She Kills Monsters è una commedia drammatica scritta dal drammaturgo vietnamita-statunitense Qui Nguyen, rappresentata per la prima volta a New York nel 2011. La trama si svolge parallelamente nel mondo reale e in uno fantastico basato sul gioco di ruolo Dungeons & Dragons. La sceneggiatura, pubblicata nel 2016, è stata rilasciata in due versioni: quella originale e quella "Young Adult", nella quale è stato rimosso il linguaggio esplicito e alcuni personaggi sono stati ringiovaniti. 

## Trama
Athena, Ohio, 1995. Agnes Evans è una donna normale, fino al giorno in cui i suoi genitori e sua sorella minore Tilly, a cui non era granché legata, muoiono in un incidente stradale. Mentre inscatola le cose di sua sorella, Agnes trova un modulo di gioco per Dungeons & Dragons scritto da Tilly. Desiderosa di conoscere meglio la sorella come non ha fatto mentre era in vita, Agnes contatta gli amici di Tilly e inizia a giocarlo con loro, rendendosi conto di quante cose Tilly nascondesse, fra cui le sue difficoltà con il bullismo e l'esplorazione della sua sessualità.

## Personaggi
- Agnes Evans: protagonista del dramma, è descritta come una donna di venticinque anni perfettamente nella media, di aspetto normale, cresciuta nella cittadina normale di Athena da genitori normali. Nella versione originale insegna inglese nel liceo che lei e Tilly hanno frequentato, mentre in quella Young Adult è all'ultimo anno delle superiori.
- Tilly Evans/Tillus la Paladina: sorella minore di Agnes, morta a quindici anni in un incidente stradale. Prima di morire aveva scritto un modulo di gioco D&D come mezzo per affrontare i problemi della sua vita.
- Miles: fidanzato di Agnes, con cui alla fine dell'opera si sposa. Nella versione Young Adult è invece un suo coetaneo e capitano della squadra di football.
- Orcus/Ronnie: un personaggio del gioco, un demone che si unisce ai protagonisti nella loro avventura e che Tilly aveva basato su un suo compagno di classe, Ronnie.
- Vera: migliore amica di Agnes, non sopporta Miles.
- Chuck: amico di Tilly, aiuta Agnes in qualità di Dungeon Master del gioco.
- Lilith Morningstar/Lilly: basata su Lilly, la cotta di Tilly nella vita reale, compare nel gioco come una principessa demoniaca e la ragazza di Tillus.
- Kaliope Darkwalker/Kelly: un elfo oscuro basato su Kelly, amica di Tilly e sorella di Ronnie.
- Narratrice: voce narrante del dramma e, nella finzione, del gioco.
- Steve: compagno di classe di Tilly, si inserisce nel gioco come un mago piuttosto imbranato.
- Farrah: fata dei boschi, uno dei nemici del gruppo di Agnes.
- Evil Gabby ed Evil Tina: basate sulle bulle che tormentavano Tilly, in particolare riguardo la sua sessualità, sono le principali antagoniste.

## Produzione
Qui Nguyen ha scritto il dramma con l'obiettivo specifico di rendere ogni ruolo etnicamente neutrale, in modo da poter essere interpretato da attori di qualsiasi gruppo etnico.
She Kills Monsters debuttò il 4 novembre 2011 al Flea Theatre di New York, interpretato dalla compagnia teatrale residente "The Bats", ed è rimasto in cartellone fino al 23 dicembre dello stesso anno. Successivamente, è stato messo in scena dalla Steppenwolf Theatre Company di Chicago dal 15 al 21 aprile 2013 e dalla Company One di Boston dal 13 aprile all'11 maggio  2013. In totale, fino a luglio 2020, lo spettacolo è stato messo in scena circa 800 volte, perlopiù in scuole superiori e università.
Nel 2016, venne pubblicata la sceneggiatura, affiancata, su richiesta del pubblico, da una versione per giovani lettori, riscritta per evitare il linguaggio esplicito e per ringiovanire i personaggi più grandi fino a un'età scolastica. Nel 2020, durante la pandemia di COVID-19, ne venne rilasciata una versione progettata per essere eseguita online, chiamata She Kills Monsters: Virtual Realms, in cui l'ambientazione e i riferimenti pop sono stati aggiornati al XXI secolo.

## Cast
| Personaggio                    | Off-Broadway (2011)   | Steppenwolf Theatre Company (2013) | Company One (2013)    |
| ------------------------------ | --------------------- | ---------------------------------- | --------------------- |
| Agnes Evans                    | Satomi Blair          | Katherine Banks                    | Paige Clark Perkinson |
| Tilly Evans/Tillus la Paladina | Allison Buck          | Jessica London-Shields             | Jordan Clark          |
| Chuck                          | Jack Corcoran         | Richard Traub                      | Mike Handelman        |
| Steve                          | Edgar Eguia           | Jose Nateras                       | Noam Ash              |
| Orcus/Ronnie                   | Raul Sigmund Julia    | Morgan Maher                       | Stewart Evan Smith    |
| Miles                          | Bruce A. Lemon        | Fred Geyer                         | Jordan Sobel          |
| Kaliope Darkwalker/Kelly       | Megha Nabe            | Rinska Carrasco-Prestinary         | Adobuere Ebiama       |
| Lilith Morningstar/Lilly       | Margaret Odette       | Sara Sawicki                       | Meredith Saran        |
| Vera                           | Brett Ashley Robinson | Daeshawna Cook                     | Jamianne Devlin       |
| Evil Tina                      | Brett Ashley Robinson | Allie Long                         | Kaitee Tredway        |
| Farrah                         | Nicky Schmidlein      | Allie Long                         | Kaitee Tredway        |
| Evil Gabby                     | Nicky Schmidlein      | Ellie Reed                         | Jacqui Baker          |
| Narratrice                     | Nicky Schmidlein      | Ellie Reed                         | Jacqui Baker          |

## Tematiche
Sebbene lo spettacolo porti in scena tematiche riguardanti la comunità queer come la difficoltà di fare coming out con la propria famiglia, l'opera è stata lodata per la sua rappresentazione di personaggi queer tridimensionali e il cui focus non è centrato esclusivamente sulla sessualità, normalizzando la non-eterosessualità.

## Controversie
Nell'ottobre 2021, la prevista produzione di She Kills Monsters in una scuola della contea di Highland in Ohio venne cancellata dal sovrintendente Tim Davis, con la motivazione che era inappropriata per il pubblico. In risposta, la comunità locale, secondo cui il vero motivo della cancellazione era "la presenza di personaggi gay", avviò una raccolta fondi per mettere in scena il dramma autonomamente, raccogliendo 17.000 dollari su un obiettivo di 5.000.
Nel febbraio 2024, la preside di una scuola superiore di Fort Atkinson, Wisconsin, proibì la rappresentazione dell'opera e impose che venisse sostituita con Alice nel Paese delle Meraviglie, anche se dichiarò che la decisione non era motivata dalla presenza di tematiche queer.

## Premi e nomination
| Anno | Premio                 | Categoria                                      | Nominato/a                                     | Risultato   |
| ---- | ---------------------- | ---------------------------------------------- | ---------------------------------------------- | ----------- |
| 2012 | Drama Desk Awards      | Outstanding Costume Design                     | Jessica Pabst                                  | Candidato/a |
| 2012 | Drama Desk Awards      | Outstanding Sound Design in a Play             | Shane Rettig                                   | Candidato/a |
| 2012 | GLAAD Media Awards     | Outstanding New York Theater: Off-Off Broadway | Outstanding New York Theater: Off-Off Broadway | Candidato/a |
| 2012 | ITBA Patrick Lee Award | Outstanding Off-Off Broadway Play              | Outstanding Off-Off Broadway Play              | Candidato/a |